# 山本愛莉
山本 愛莉（やまもと あいり、1992年4月28日 - ）は、日本の女優、モデル、タレント。
大阪府出身。イリア・モデルエージェンシー所属。

## 略歴
2002年、芸能事務所テアトルアカデミーの付属児童劇団「劇団コスモス」に入団し、子役として活動を開始。同年エバラ食品「黄金の味」のテレビCMに出演。また、同事務所の浅井星光が率いるダンスアクションミュージカルチーム「劇団天空組」にも入団し、舞台活動を始める。
2004年10月、子供番組『YO!キッズ』(テレビ神奈川)、情報バラエティ番組『フューチャービーンズ〜みらい豆』(TBS系列)にレギュラー出演し、本格的に芸能活動を開始。
2005年9月、『YO!キッズ』で共演中の高橋結衣との共演で写真集『アイラブユー』、イメージDVD『ふたりにっき』(共に心交社)に出演しアイドルとして認知される。
2007年に第32回ホリプロタレントスカウトキャラバンに応募。地方予選、選抜合宿を勝ち抜き、決戦大会に出場したが受賞はならず 以後テアトルアカデミーを離れて 芸能活動を続ける。
2010年8月17日、アメーバブログに公式ブログを開設。以後ネットでの活動が本格化する。
2013年、『祭に咲く花』(監督:泉原航一)に出演し、第2回賢島映画祭助演女優賞を受賞する。
2014年、の映画『ライヴ』(監督:井口昇)への出演。以降、井口昇監督の作品に度々出演するようになる。
2014年2月10日、公式 Twitter アカウントを開設。
2015年、国際的なミス・コンテストミス・グランド・インターナショナルの日本代表を選ぶミス・グランド・ジャパンに応募。一次審査、二次審査を勝ち抜き、決選大会に出場したが 受賞には至らなかった。
2017年1月2日、公式 Instagram アカウントを開設。
2017年7月4日からレインボータウンFMのラジオ番組「火曜BEAST!!!!!!」の第1週枠「ガールズトーク〜MC×２のやりたいこと〜」(通称「ガルトー」)にレギュラー出演。
2018年4月19日、ライブ動画配信サービス Uplive でライブ配信を開始する。2019年2月16日からは配信サービスを 17LIVE に移行し、2020年7月19日までの配信を続けた。
2020年以降、コロナ禍で芸能活動が制限される中でネットでの活動が活発化する。
2020年2月9日、公式 YouTube チャンネルを開設。
2020年5月13日、「ガルトー」で出会った秦瑞穂と池山智瑛との三人で YouTube チャンネル「#ウチ女子」を開設。
2021年6月27日、秦瑞穂の主催する即興芝居イベント「ちょいバミ」のオンラインイベントに参加。以降「ちょいバミ」のレギュラーメンバーとして出演する。
2022年、井口昇監督の自主制作映画『異端の純愛』に出演。3話からなるオムニバス作品の第1話と第2話で重要な役で出演した（2023年劇場公開）。
2023年8月26日から2024年7月27日までの約1年間、オーストラリアでワーキングホリデー（海外留学）をしていた。

## 人物
- 左利きである[19]。
- 妹が一人いて「山本愛莉マネージャー」の名義で Instagram と Twitter で山本愛莉のプライベート写真等を発信している[20][21]。
- 第32回ホリプロタレントスカウトキャラバンのグランプリ足立梨花とは選抜合宿で仲良くなり[22]、その後も交流があるという[23]。

## 出演

### ラジオ
- 新・ガールズトーク〜MC × 2 のやりたいこと (レインボータウンFM、2017年7月4日 - 2023年6月6日) - レギュラー出演

### テレビ

#### 情報・バラエティ番組
- YO!キッズ (テレビ神奈川, 2004年11月2日 - 2005年12月30日) - 番組MCトーバンズのメンバーとしてレギュラー出演
- フューチャービーンズみらい豆 (TBS系列,、 2004年10月3日 - 2005年4月3日) - ビーンズのメンバーとしてレギュラー出演
- クーパカポカポ (テレビ神奈川, 2006年6月13日 - 2006年9月29日) - 「クーパカのWA!!」のコーナーで番組広報として稲村優奈と共に2006年9月までレギュラー出演
- ジュニアでGO! (エンタ!371, 2006年1月15日放送)[24]
- 第32回ホリプロタレントスカウトキャラバン～ 選ばれし少女たち 合宿編～ (テレ朝チャンネル、2007年11月10日放送) - 本選候補者として出演
- 真夜中のおバカ騒ぎ! (TOKYO MX、2016年6月19日放送) - ウォーキング講師としてゲスト出演[25]
- もっと温泉に行こう! (フジテレビONE、2015年8月28日放送 #67「平戸温泉編」)

#### ドラマ
- はぐれ刑事純情派スペシャル「帰ってきた安浦刑事 殉職…さらば夏目刑事」 (テレビ朝日、2006年12月30日放送) - アキ 役
- セクシーボイスアンドロボ (日本テレビ、2007年4月10日 - 2007年6月19日放送) - ニコのクラスメイト役
- サムライ・ハイスクール (日本テレビ、2009年10月17日 - 2009年12月12日) - 小牧志麻 役[26]
- 天装戦隊ゴセイジャー (テレビ朝日、2010年6月6日放送 epic 17「新たな敵! 幽魔獣」) - 浅井美代 役
- 監獄学園-プリズンスクール- (TBS系列、2015年10月18日 - 12月23日) - 女子生徒役
- 新・ミナミの帝王 (関西テレビ、2017年1月9日放送 第12作「命の値段」) - クラブのママ役

#### お笑い番組
- リチャードホール (フジテレビ、2005年1月12日放送) - コント「老けた小6 上田」「でかい小6 小木」で上田と小木の同級生役[27]

### 映画
- リアル鬼ごっこ3 (2012年5月公開、監督:安里麻里)
- 悪の教典 (2012年11月公開、監督:三池崇史) - 久保田菜々 役
- 祭に咲く花 (2013年9月公開、監督:泉原航一) - 沙織 役
- こっぱみじん (2014年7月公開、監督:田尻裕司)
- ライヴ (2014年5月公開、監督:井口昇) - 桐谷莉子 役
- 自傷戦士ダメージャー (2015年11月公開、監督:井口昇) - 美津子 役
- 空想特撮怪獣 巨人創造 LEDX -レッドエックス (2016年公開、監督: 武幸作) - サラーナ 役
- キネマ純情 (2016年3月公開、監督:井口昇) - アヤノ 役
- 惡の華 (2019年9月公開、監督 井口昇) - テレビレポーター役
- 「光芒」〜ひとすじの光 (監督:塩澤浩二) - 神田健一の娘役 [28]
- 「常葉の下で」―マジャライン― (2021年制作(劇場未公開)、監督:塩澤浩二) - ヒロイン(役名未公開) 役[29]
- 異端の純愛「うずく影」 (2023年公開、監督:井口昇) - 由美 役

### ネット配信

#### ドラマ
- アンモラル-大人気モデルの正体は悪魔でした- (FANY :D、2024年12月公開) - 景子 役 [30]